# Flugvorbereitung
Der Begriff Flugvorbereitung bezeichnet die vor dem Start eines bemannten Luftfahrzeuges zu treffenden Maßnahmen zur sicheren Durchführung eines Fluges.
Der verantwortliche Luftfahrzeugführer muss sich vor jedem Flug mit den Informationen, die für die sichere Durchführung des Fluges von Bedeutung sind, vertraut machen und sich vom verkehrssicheren Zustand des Luftfahrzeugs und der Ladung überzeugen. Zu dieser Flugvorbereitung gehören:
- Kenntnis der Betriebsgrenzen und Eigenarten des Flugzeugmusters (Flug- und Betriebshandbuch sowie Checklisten für Verfahren vor dem Flug, während des Fluges, nach dem Flug und für Notfälle),
- Durchführung der Schwerpunkts- und Gewichtskontrolle (Beladeplan),
- Überprüfung der mitzuführenden Ausweise und Unterlagen (Bordbuch, persönliches Flugbuch, Lufttüchtigkeitszeugnis mit neuestem Nachprüfschein, Eintragungsschein, Flug- und Betriebshandbuch, Luftfahrerschein, Personalausweis, fliegerärztliches Tauglichkeitszeugnis),
- Überprüfung des technischen Zustandes des Luftfahrzeugs (Vorflugkontrolle, engl. Preflight-Check) durch den Rundgang um das Flugzeug sowie durch den Startcheck.

Darüber hinaus müssen vor jedem Überlandflug, der über die Umgebung des Flugplatzes hinausführt, und bei Flügen nach Instrumentenflugregeln:
- die Flugwetterinformationen und -vorhersagen eingeholt werden (beispielsweise per Internet-Selfbriefing (pc-met)),
- Informationen zum betroffenen Luftraum und der Flugstrecke in der Luftfahrtkarte, im Luftfahrthandbuch (AIP) sowie über veröffentlichte NOTAMs berücksichtigt werden.

Vor einem Flug, für den gemäß § 25 LuftVO ein Flugplan aufgegeben werden muss (beispielsweise bei IFR-Flügen, ggf. bei grenzüberschreitenden Sichtflügen oder bei Flügen bei Nacht), ist eine Beratung beim Flugberatungsdienst (AIS) einzuholen.
Weiterhin empfiehlt es sich, dass zur sicheren Flugdurchführung für die beabsichtigte Flugstrecke im Rahmen der Flugplanung die Navigationsberechnungen durchgeführt werden (Flugdauer, Geschwindigkeit über Grund, Steuerkurse, Kraftstoffbedarf und geschätzte Ankunft an Auffanglinien zur Koppelnavigation). Hierzu zählt auch das Vertrautmachen mit den Abflug- und Anflugverfahren für die betroffenen Flugplätze (beispielsweise Informationen aus dem Luftfahrthandbuch).